# Ислам в Южном Судане

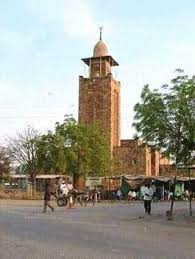
Мечеть города Малакаль

Ислам в Южном Судане — религия меньшинства. По разным оценкам его исповедуют от 6,2—10% до 18—20 % населения страны. Большая часть населения Южного Судана, от 60 до 73 %, исповедует христианство. Подавляющее большинство мусульман Южного Судана — сунниты. Также среди южносуданских мусульман значительным влиянием пользуются суфийские братства, появившиеся на территории современного Южного Судана в конце XIX века.

## История
Появлению ислама на территории Судана в 640-х годах содействовала экспансия арабских правителей Египта. Несмотря на тесные торговые связи с исламским миром и частые вторжения мусульман в Судан, ислам в VII веке не получил широкого распространения среди местного населения. В 651 году, после неудачной попытки овладеть Нубией, египетский правитель Абдуллах ибн Сад подписал с нубийским царством мирный договор, согласно условиям которого мусульмане могли свободно передвигаться по нубийской территории в поисках пастбищ и осуществлять торговлю через нубийские порты на Красном море. Распространение ислама и арабского влияния, главным образом на севере и востоке Судана, продолжилось через смешанные браки и ассимиляцию местного населения.
Спустя шестьсот лет египтяне нарушили договор с нубийцами. Мамлюки вторглись на территорию Судана и установили здесь мусульманское правление. Появившиеся в начале XVI века суданские исламские государства — Сеннарский и Дарфурский султанаты, предпринимали попытки экспансии в Южный Судан, однако в силу естественных географических барьеров им не удалось подчинить себе этот регион. Южные суданцы избежали исламизации и связанной с ней ассимиляции.
В 1899 году территории современного Южного Судан оказались в составе Судана, над которым был установлен режим совместного англо-египетского управления. Британцы содействовали христианизации южных суданцев, которые, большей частью, являлись приверженцами анимизма и других традиционных верований. В это же время на территории Южного Судана появились суфийские ордена, первыми из которых были хатмия, кадирия и саммания. Британская колониальная администрация, политика которой была направлена на ограничение исламского и арабского влияния в регионе, рассматривала суфийские братства в качестве идеологических противников махдистов. В середине 20-х годов XX века британцы ввели на территории Южного Судана административное управление, не зависевшее от администрации на севере Судана, однако в 1946 году они упразднили это разделение.
После провозглашения Суданом независимости, арабский язык был признан единственным официальным языком на всей территории страны, а ислам получил статус господствующей религии. В центральном правительстве в Хартуме ключевые позиции заняли мусульмане, которые отказались выполнить обещание, данное христианам, о создании федеративного государства. Это привело к мятежу христиан на юге страны и первой гражданской войне, продолжавшейся с 1955-го по 1972 год. После десятилетнего затишья вооружённый конфликт возобновился. Поводом для этого послужила политика исламизации страны, в рамках которой в 1983 году тогдашний президент Джафар Нимейри разделил южную провинцию Экваторию на три отдельные провинции, а в уголовное законодательство страны были введены наказания, предусмотренные нормами шариата (такие как отсечение рук, забивание камнями, публичная порка и др.). В январе 2011 года в Южном Судане прошёл референдум по вопросу независимости от Судана. По его итогам христианский Южный Судан отделился от мусульманского северного Судана, в результате чего мусульмане на юге стали религиозным меньшинством. Несмотря на это, многие из них поддержали референдум о независимости.

## Современное положение
Последние исследования «Центра по вопросам религии и общественной жизни» в 2010 году показали, что в Южном Судане проживало 610 000 мусульман, или 6,2 % от всего населения страны (по другим данным 10, 18 и 20 %).
Ислам исповедуется в этнических группах масалит, даго, берти, частично распространён у северных луо (ануак, ачоли), динка и мабан. За исключением провинции Вараб, где мечеть была разрушена во время войны, во всех провинциях Южного Судана есть мечети. Главным исламским центром в Южном Судане является город Вау, в котором находится четырнадцать мечетей; при девяти из них ведётся обучение детей чтению Корана.
Мусульмане представлены в правительстве, занимали посты губернаторов Южного Судана и мэра Джубы.

### Религиозные организации
Главной организацией южносуданских мусульман является Исламский совет Южного Судана. При президенте страны есть должность советника по исламским делам, которую ныне занимает шейх Джума Саад Али. Генеральным секретарём Совета религиозных организаций Южного Судана и лидером Исламского совета Южного Судана является Абдаллах Бурд.

### Религиозная свобода
Переходная конституция страны предусматривает разделение религии и государства, запрещает религиозную дискриминацию и предоставляет религиозным группам свободу собраний, организации, обучения, владения собственностью, получения финансовой прибыли, возможности печати религиозной литературы. Христианские и мусульманские религиозные лидеры координируют совместную деятельность в сфере религиозного примирения и гуманитарных проектов. В августе 2011 года Совет религиозных организаций Южного Судана (SSCC) выступил с заявлением, в котором осудил продолжающееся насилие в стране и подчеркнул приверженность к возвращению на «путь диалога» между христианами и мусульманами. Исламский совет Южного Судана выступил координатором мероприятий по религиозному примирению. Ситуация с соблюдением религиозных свобод в Южном Судане ухудшилась из-за гражданской войны, продолжавшейся с 2013-го по 2018 год. Несмотря на законодательный запрет, в стране всё ещё имеют место единичные случаи дискриминации мусульман по религиозному признаку.